# Takeshi Ōki
Takeshi Ōki (japanisch 大木 武 Ōki Takeshi; * 16. Juli 1961 in der Präfektur Shizuoka) ist ein ehemaliger japanischer Fußballspieler und -trainer.

## Karriere
Ōki erlernte das Fußballspielen in der Schulmannschaft der Shimizu Higashi High School und der Universitätsmannschaft der Landwirtschaftsuniversität Tokio. Seinen ersten Vertrag unterschrieb er 1984 bei den Fujitsu. Der Verein spielte in der zweithöchsten Liga des Landes, der Japan Soccer League Division 2. Ende 1991 beendete er seine Karriere als Fußballspieler.